# Cantonul La Conca-d'Oro
Cantonul La Conca-d'Oro este un canton din arondismentul Calvi, departamentul Haute-Corse, regiunea Corsica, Franța.

## Comune
| Comune          | Populație (1999) | Cod poștal | Cod INSEE |
| --------------- | ---------------- | ---------- | --------- |
| Barbaggio       | 224              | 20253      | 2B029     |
| Farinole        | 224              | 20253      | 2B109     |
| Oletta          | 1.369            | 20232      | 2B185     |
| Olmeta-di-Tuda  | 351              | 20232      | 2B188     |
| Patrimonio      | 665              | 20253      | 2B205     |
| Poggio-d'Oletta | 208              | 20232      | 2B239     |
| Saint-Florent   | 1.636            | 20217      | 2B298     |
| Vallecalle      | 110              | 20232      | 2B333     |